# グローリー (空母)
グローリー (HMS Glory, R62) はイギリス海軍のコロッサス級航空母艦の2番艦。

## 設計
搭載機変遷
1945年8月 計39機 837Sqn（バラクーダ×18）＋1831Sqn（コルセア×21）

## 艦歴
太平洋戦争が終わりつつあるころシドニーで英太平洋艦隊の第11空母戦隊(the 11th Aircraft Carrier Squadron)に加わった。それからラバウルへ日本軍の降伏受け入れのため向かい、1945年9月6日に到着した。
その後香港の再占領を支援し、その後は復員兵の輸送に従事した。1947年にイギリスに戻り予備役となったが、1950年12月に現役に復帰した。
1951年4月から9月、1952年1月から5月、11月から1953年5月までの期間朝鮮戦争中の韓国に展開していた。
1956年に退役し、1961年にスクラップとして売却された。